# Renesansowe maksimum klimatyczne

Zmiany aktywności Słońca zapisane w produkcji węgla C-14

Renesansowe maksimum klimatyczne – okres zwiększonej aktywności słonecznej, mający miejsce w XVI wieku wyznaczony na podstawie szacowanych zmian liczby plam słonecznych i świadectw pisanych z epoki. Podobnie jak w przypadku innych maksimów, odnotowano w tym czasie wzrost temperatur na Ziemi. Renesansowe maksimum klimatyczne było krótkim okresem ocieplenia w trakcie małej epoki lodowcowej.